# 시캉성

시캉 성의 위치 (중화민국)

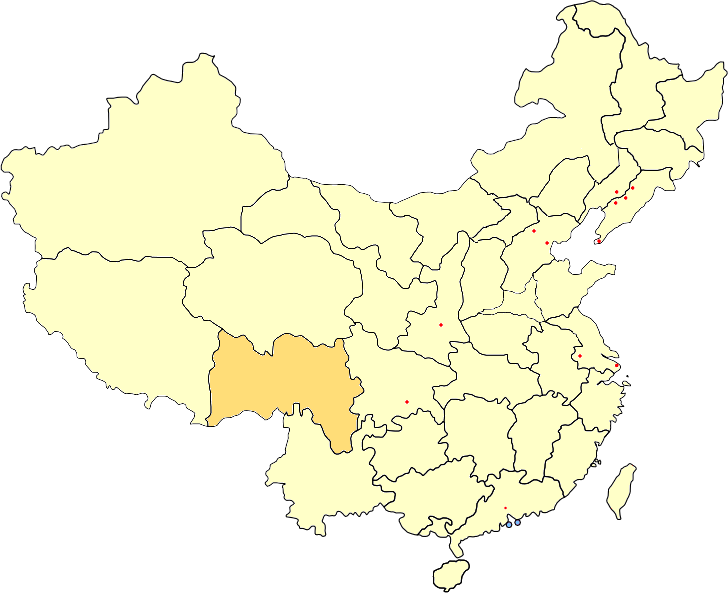
시캉 성의 위치 (중화인민공화국)

시캉성(한국어: 서강성, 중국어: 西康省, 병음: Xīkāng Shěng)은 중화인민공화국에 존재하던 성으로, 대체로 티베트의 캄 지방에 해당한다. 면적은 451,521km2이고 인구는 1947년경에 1,651,132명, 1955년경에 3,381,064명이었다. 성도는 캉딩이었다.
1911년 10월의 우창 봉기 후에 청나라는 몰락하였고, 이 지역은 새로 성립된 중화민국에 의해 창볜 특별행정구(川邊特別行政區)가 설치되었다. 1930년 5월에 이곳은 티베트군의 침입을 받았다. 국내의 전쟁 때문에 이곳에 주둔하던 쓰촨의 군대는 보강 병력을 보낼 수 없었다. 결과적으로 티베트군은 별다른 저항없이 간쯔를 점령하였다. 정전 회담이 결렬되면서 티베트군은 칭하이성 남부의 점령을 시도하였다. 1932년 5월에 티베트군은 칭하이 성을 침공하였으나 7월에 칭하이의 군벌인 마부팡에게 패하였다. 이 승리로 칭하이군은 간쯔의 티베트군의 공급선을 위협하게 되었고 결국 티베트군은 철수하게 되었다.
1932년에 류원후이는 칭하이군과 협력해 간쯔의 티베트군을 공격하였고 진사강의 동부의 현들을 점령하였다. 1939년 1월에 창볜 특별행정구는 공식적으로 중화민국의 성인 시캉 성이 되었다. 1950년 이후 중국 공산당은 한 몸이었던 시캉 성을 장강을 따라 동쪽의 시캉 성과 서쪽의 창두 지구(昌都地区)로 분할하였다. 시캉은 1955년에 쓰촨성에, 창두는 1965년에 티베트 자치구에 편입되어 시캉 성은 최종적으로 소멸했다.

## 같이 보기
- 캄 (티베트)